# Cueva de La Silera
La cueva de La Silera o yacimiento de La Silera es una estructura subterránea excavada en la roca situada en el término municipal español de Benameji, provincia de Córdoba.

## Historia
El origen de esta edificación se remonta a la época del primer Señor de Benamejí, Diego de Bernuy, regidor de Burgos, que compró los terrenos a mediados del siglo XVI y a quien se le atribuye la repoblación de la zona, que introdujo el cultivo de la vid en su Señorío y necesitando de una bodega donde almacenar y producir su propio vino y/o almacenar los censos pagados por los censatarios en arrobas de vino, construyó esta bodega subterránea al modo y manera de las de Castilla y León, de donde era originario. Siendo este origen el más cierto, algunos no descartan, solo como apunte, un origen anterior y relacionado con los enfrentamientos entre los reinos de Castilla y Granada.
Se desconocía el origen de esta construcción subterránea, siendo citada en algunas publicaciones como silo para almacenar grano por el nombre propio que la identifica, aunque la construcción no reúne las características propias de un almacén de grano. La investigación desarrollada por D. Blas Roca Viaña y su publicación en 2009 permitió conocer el origen de esta construcción subterránea: una bodega para almacenar vino.
En un principio el espacio fue una bodega, al estilo de las bodegas subterráneas de Castilla y León, aunque posiblemente en ella se almacenaría vinagre en época posterior por la poca calidad del vino producido (según se describe en el Catastro de Ensenada).  En Andalucía no se tiene conocimiento de almacenes similares, lo que hace de La Silera un caso único.  También sirvió para almacenar aceite porque las fuentes documentales hablan de un molino de aceite ubicado en esta zona. Después se utilizó para aprisco de ganado.
Durante el siglo XIX se conoce la presencia de bandoleros en el municipio de Benamejí que algunos apuntan que utilizaron La Silera como refugio, cuestión discutible, por la cercanía a la localidad. En la Guerra de la Independencia, las cuadrillas de Juan de Campos y Pedro Alcalde operaron por los contornos de Benamejí y Encinas Reales, alternando la acción guerrillera de hostigamiento a los franceses con la rapiña y robos en la zona. Otra de las cuadrillas que operaba allí era la de Pedro Pena, apodado «el Sotana», que actuaba desde Benamejí, así como la de Francisco Lozano, «el Bolsero». Posteriormente también sirvió como refugio durante la guerra civil a los combatientes que actuaban en la zona y a la población del entorno.

## Descripción
El lugar era conocido desde antiguo, pero fue a raíz de la construcción de la autovía Córdoba-Málaga, cuyo trazado podía afectarle y dañarlo, cuando se procedió a su estudio y documentación, mediante la realización de una intervención arqueológica llevada a cabo en el año 2006 y el estudio y publicación de B. Roca ya citado.
Durante la actividad arqueológica se localizó en la ladera de una loma del término municipal de Benameji una estructura subterránea de planta griega, excavada en la roca. Las galerías que conforman el edificio tienen entre veintisiete y treinta y cuatro metros de longitud, detectándose en cada pasillo o corredor una serie de espacios absidados o nichos, rematados en bóvedas ojivales, donde se depositaban los productos agrícolas, dado que la función de dicha estructura era la del almacenamiento de los productos del campo. Algunos de estos nichos tienen el suelo rebajado para facilitar el depósito de vasijas y también restos de pequeños canales que quizás pudieron servir para aumentar el aislamiento o la posible evacuación de agua. Por los restos cerámicos documentados estas tinajas tendrían un diámetro entre 110 y 120 centímetros. Teniendo en cuenta que la edificación contaría con cuarenta nichos, el volumen total de productos almacenados sería, por tanto, considerable.
Por su lado, los pasillos se cubren mediante bóvedas apuntadas de estilo gótico, mientras que en el punto de unión de las cuatro galerías se localiza una bóveda de crucería. En cuanto a su acceso, en la actualidad se observa un par de rampas que cuentan con bóvedas de cañón de argamasa de cal y cantos, que probablemente no sean originales del edificio, porque no responden al mismo estilo arquitectónico, sino que serían de alguna reforma posterior, dado el largo uso que ha tenido la edificación. En cambio, en el ala nordeste, se ha localizado un pozo de acceso, que sí sería original y que aún conserva los huecos labrados en la roca para poder bajar,  aunque más bien sería ser una columna de ventilación o zarcera.
Las características de la roca natural en la que se localiza el yacimiento hicieron posible la excavación de las galerías. La roca arenisca, un material maleable, pero a la vez de gran consistencia y durabilidad, facilitó el trabajo de construcción. Igualmente idóneo para la construcción fue también el emplazamiento escogido: la posición elevada que ocupa La Silera con respecto a su entorno le aporta unas buenas condiciones para mejorar su estanquidad, aunque esto no evitó, en cualquier caso, que tuviese que impermeabilizarse el silo mediante una argamasa de cal.
Después de la realización de los trabajos arqueológicos que permitieron documentar esta edificación, se localizó en sus proximidades una segunda silera, sin documentar.

## Estatus patrimonial
El riesgo inicial que supuso para su preservación la construcción de la mencionada autovía dio lugar a varias iniciativas ciudadanas y del Ayuntamiento de Benamejí, reclamando la protección legal del yacimiento, que motivaron el inicio del expediente de declaración de La Silera como Bien de Interés Cultural. La Dirección General de Bienes Culturales de la Consejería de Cultura de la Junta de Andalucía, incoó el procedimiento de inscripción como tal bien mediante Resolución de 8 de febrero de 2012. Culminado eel procedimiento la misma consejería resolvió mediante el Decreto 9/2013, de 29 de enero, la inscripción en el Catálogo General del Patrimonio Histórico Andaluz como Bien de Interés Cultural, con la tipología de Zona Arqueológica, el yacimiento de La Silera, que goza del nivel de protección establecido para dichos bienes en la Ley 14/2007, de 26 de noviembre, del Patrimonio Histórico de Andalucía.